# 菊池武重
菊池武重（1307年—1338年），又名稱三郎。鐮倉時代未期的武將，肥後菊池氏第13代家督。第12代家督菊池武時的嫡長子。後為肥後守、左京大夫。

## 生平
元弘三年（1333年），父親菊池武時順應敕命舉兵進攻身在博多的鎌倉幕府鎮西探題北條英時。因少貳貞經及大友貞宗背叛及率領數千兵前來救援。武時自度不可攻克，所以分兵五十人，交附菊池武重，告誡他：「我今赴義授命，固其分也。汝急還國，完城聚兵以報乃父之讎。」武重請求一同死節，但是武時不准許，遂揮淚而去。武時遂督餘下士兵，冒陣而戰死。當時只有42歲。
菊池武重回領地後，承亡父遺命成為第13代家督。後醍醐天皇還京後，記錄諸臣軍功。新田義貞、楠正成、名和長年等皆陪同出席。楠正成上奏：「元弘之勳勞，實難辨優劣。然而如臣等，僥倖承恩。如武時應敕致命者，宜為功臣第一。」後醍醐天皇答允。以菊池武時賞武重為肥後守，統領肥後一國。
建武年間（1335年），當足利尊氏背叛後醍醐天皇，菊池武重加入新田義貞的軍隊以抗擊足利軍，與足利直義戰於箱根，武重先登破敵。既而官軍於竹下被打敗，士卒星散。新田義貞欲引軍退還，但是憂慮士兵太少，幸全賴菊池武重全軍到達，遂得一同西還。
足利尊氏迫近京都，武重跟從新田義貞於大渡禦敵，但是不利，遂護送車駕至延曆寺。又跟從脇屋義助，攻打舟坂山有功。其後後醍醐天皇被足利尊氏騙回京都幽禁，武重亦為所抅押。武重等待守備鬆懈時，逃遁歸還。
後來，武重回肥後集兵勤王。延元二年（1337年），一色範氏入侵肥後，武重與阿蘇大宮司宇治惟澄，逆戰敵軍於犬冢原，大敗敵軍。宇治惟澄斬殺一色賴行，再圍幕府軍於合志城，屢次大破敵軍。同年三月，武重參加了石垣山之戰，並在本城東部的鞍岳之麓擊敗北朝的肥後守護甲斐重村。十月，武重再一次出兵築後。翌年武重病逝，因武重無子，養弟菊池武士為嗣，繼任家督。